# Ali-aga Kučukalić
Ali-aga Kučukalić (poznat i kao Alijaga Kučukalić; Čačak, 1807. – Brčko, 1905.), bosanskohercegovački poduzetnik, mecena, humanist, dobrotvor i vakif muslimanskog podrijetla. Jedan od najvećih dobrotvora ne samo u Brčkom, nego i u Bosni i Hercegovini. Zauzima jedno od najznačajnijih mjesta u kulturnoj i općoj povijesti Brčkog.
U nekoliko izvora spominje se podatak da je Ali-aga Kučukalić bio prvi milijunaš u Bosni i Hercegovini, što potpuno korespondira vrijednosti kapitala kojim je raspolagao i svjetskim razmjerima trgovine koje je Brčko dosegnulo u tom periodu.

## Životopis
Ali-aga Kučukalić je rođen je 1807. godine u Čačku. Djedovi su mu bili spahije. Malo poslije Ali-aginog rođenja umro mu je otac Alija. S 14 godina je s ostalim muslimanima protjeran iz Srbije. Njegova majka, koja je rano ostala bez muža, išla je sa skupinom muslimana knezu Milošu Obrenoviću da ga mole da im ne oduzima imanja. Ipak, njihove molbe nisu uslišane, pa se obitelj s ostalim muslimanima 1821. godine doselila u Brčko. Ali-aga, kao najstariji, preuzeo je brigu oko izdržavanja obitelji. Lovio je ribu na rijeci Savi i prodavao je, a sav višak novca je štedio. Sa svojih zarađenih 70 groša kupovao je sol koju je prodavao u Brčkom da bi, nakon nekog vremena, već imao svoju vlastitu karavanu koja je dovozila sol iz Tuzle u Brčko koju je Ali-aga prodavao širom Bosne i Hercegovine. Potom dolazi trgovina šljivom na veliko, izgradnja hana (prenoćišta) kod Hadži Pašine džamije u naselju Kolobara, onda Velikog hana sa sedam soba koji se nalazio na carini Osmansko Carstvo-Austrijsko Carstvo.  Šljivu je, između ostalog, znao plasirati i na tržište Sjedinjenih Američkih Država. Poslije ovih investicija Ali-aga 1891. godine podiže zgradu hotel Posavina, koja je u to vrijeme po svojoj arhitekturi i smještajnim kapacitetima bila hotel visoke kategorije. Danas je to jedna od reprezentativnih zgrada u Brčkom. Nasljednici Ali-age Kučukalića će ovaj hotel prodati Franzu Brezoviću.
U neposrednoj blizini hotela Posavina, Ali-aga je o svom trošku dao sagraditi Palaču Ali-age Kučukalića koju je davao u najam trgovcima i podstanarima. Vremenom će ovaj objekt postati prepoznatljiv pod imenom zgrada Palestina, jer se u narodu ukorijenila iskrivljena priča da su ovu zgradu izgradili  Židovi i da je po njima dobila ime Palestina. Preko puta ove zgrade Ali-aga je podigao još jednu lijepu zgradu, koja je prvobitno bila poznata kao Konak. Tijekom austrougarskog razdoblja vlast ju je koristila za svoju upravu, a kasnije je bila gradski grunt, a od 1945. godine Sreski sud. Kupio je čitavu ulicu u kojoj su bile male zgrade od ćerpiča, koju su Brčaci nazvali Ćerpić mahala. Te ćerpičare Ali-aga je srušio i napravio osam kuća na kat u koje je smjestio siromašne osobe iz Brčkog. U blizini džamije Drvenija Ali-aga je sagradio deset prizemnih zgrada, kaldrmisao ulicu i u te zgrade smjestio brčansku sirotinju. Ta ulica je Brčacima poznata kao Ali-agin šor.
Za vrijeme bosanskog valije Šerif Topal Osman-paše u Brčkom je otvorena prva pošta prva pošta, koja se nakon izgradnje Vijećnice, seli u nove prostorije i tu će ostati sve do 1894. godine, kada se ponovo premješta u novoizgrađenu zgradu na Ficibajru (Kolobari), koju je dao sagraditi Ali-aga Kučukalić, te je ustupio pod najam austrougarskoj vladi. U toj će zgradi pošta raditi sve do šezdesetih godina 20. stoljeća, kada se premješta u nove prostorije u centru grada. Danas se ovaj objekt nalazi na spisku nacionalnih spomenika i pod zaštitom države.
Ali-aga Kučukalić je izgradio i most na rijeci Brci ispočetka poznat kao Muška ćuprija a kasnije i kao Ali-agina ćuprija. Ćuprija je prvo bila od drveta, a kasnije će Ali-aga u Pešti kupiti gvozdenu ćupriju i postaviti je na mjesto stare, koju će brčanske vlasti pred rat u Bosni i Hercegovini odnijeti u brčansko naselje Fazanerija gdje je trebala biti postavljena.
U Bosanskom Šamcu 1904. godine, Ali-aga i njegov sin Fehim-aga Kučukalić sagradili su austrougarsku vilu, koja je danas poznata kao Begova kuća. Kučukalića vilu gradili su talijanski majstori prema projektu Aleksandra Viteka. Još jedan od objekata koje je također izgradio Ali-aga je austrougarska vila, Kučukalića kuća, danas poznata i kao Kočića kuća. Podignuta je u starom gradskom dijelu Kolobari, u blizini Bijele džamije. Vila je građena u pseudomaurskom stilu, prema projektu arhitekta Aleksandra Viteka, te kao takav spada u jedan od najljepših i najznačajnijih građevina tog stila u Bosni i Hercegovini.
Ali-aga Kučukalić je umro 1905. godine u Brčkom. Za svoje zasluge i nemjerljiv doprinos široj društvenoj zajednici Ali-aga je odlikovan nišanom željezne krune III. reda. Iza njega je ostalo veliko potomstvo, ali u izvorima se navode različiti podatci o broju njegove djece. Prevladava podatak da je Ali-aga imao dva braka, iz prvog se izrodilo sedmero, a iz drugog desetero djece, a doživio je i praunučad. Od potomaka imenom su poznati sljedeći: Ibrahim (Ibrahim-aga), Salih (Hadži Salih-aga), Paša, Fehim (Hadži Fehim-aga), Abdulah (Hafiz Abdulah ef. ili Abdaga), Mustafa (Mujaga), Mehmed (Mehmed-aga) i Naza. Nasljednici Ali-age Kučukalića su rasprodali cijelo bogatstvo, osim onog koje je on uvakufio. 
Kučukalići su zanimljiv primjer jačanja i bogaćenja jedne muslimanske obitelji koja je svoj imetak, vrijedan nekoliko stotina hiljada kruna, stekli na pošten način i isključivo kupovinom koja je do 1905. godine kada je Ali-aga umro, imala 140 kuća i poslovnih prostora u vrijednosti i do 100.000 kruna, preko stotinu kmetskih selišta i preko 15.550 dunuma zemlje i šuma, od toga 7.774 dunuma u kotaru Brčko.

## Vakuf
Ali-aga Kučukalić je uvakufio imovinu velike materijalne vrijednosti u Brčkom, oko 30 čestica, među kojima kuće, dućane, kavane, magaze i dr. Najpoznatiji njegov vakuf je Ruždija koja i danas postoji. U sjećanje na ovaj Ali-agin pothvat, na zgradi ruždije, napisan je kronogram koji je uklesan na pročelju zgrade, a on glasi: "Ovo je djelo božje dobrote. Božjom pomoći sagrađena je ova građevina, a u želji da se time postigne božje zadovoljstvo i oprost, jer dobra djela brišu greške i ružna djela. Neka zato i osnivač Kučukalić Ali-aga postigne taj visoki stupanj i neka mu budu oprošteni grijesi. Kronogram Nove medrese je 1314. godina." Odnosno 1896. godine prema gregorijanskom kalendaru.
Čačak medresu u Brčkom je Ali-aga podigao o svome trošku 1896. godine, a nalazila se u neposrednoj blizini Hadži Pašine džamije. Za vrijeme SFR Jugoslavije ovaj objekt je korišten za potrebe pošte, da bi u poratnom periodu zgrada nekadašnje medrese potpuno srušena. Zemljište na kome se ona nalazila nije vraćeno Islamskoj zajednici. Danas, na tom mjestu stoji novoizgrađeni stambeno-poslovni objekt. 
Ne zna se pouzdano tko je dao sagraditi Mekteb ibtidaiju, ali se sa sigurnošću zna da je to jedno od djela nekog od članova obitelji Kučukalić. Poznato je da je Ali-aga u svojoj vakufnami odredio da se od vakufskih prihoda izgradi ženski mekteb. Muška i ženska mekteb ibtidaija otvorena je 28. rujna 1906. godine a u njenu izgradnju utrošeno je 16.000 kruna. Ovaj objekt je od 2012. godine ponovo u funkciji, te je u njemu smješten dječji vrtić "Evlad".
Ali-aga Kučukalić je po vakufnami iz 1901. godine uvakufio sljedeće nekretnine: osam kuća na sprat s vlastitim gradilištem ili bez njega, tri prizemne kuće, jednu kuću s magazom, 18 dućana, jednu pekarnu, dvije kavane, jednu berbernicu, jednu prazno gradilište, jednu medresu i šest magaza ispod nje. Po spomenutoj vakufnami, koristonosne nekretnine davati pod zakup, kako je to uobičajeno posredstvom mutevelije. Od prihoda koji se nakupe, dovoljan iznos, a prema vremenu i prilikama, isplaćivati plate muallimima mekteba koji postoji u Brčkom, kao i podmirivati ostale potrebe spomenutog mekteba. Vakufnama je napisana na turskom jeziku i danas se čuva u Gazi Husrev-begovoj knjižnici u Sarajevu. 
Pored imovine koju je uvakufio i koji se nalaze pobrojani u tom dokumentu, Ali-aga Kučukalić je uvakufio i druge vrijednosti a da nisu bile predmet vakufname. Uvakufio je i mezarje u Brčkom, koje se i danas koristi u te namjene. Ali-aga Kučukalić je uvakufio najveći dio površine aktualnog mezarja, i to osam katastarskih čestica u ukupnoj površini od 23 dunuma i 962 m². Ali-aga Kučukačić sa svojim sinovima bezuvjetno je pomagao rad kulturno-prosvjetnog društva Gajret, nastojeći tako da stimulira omladinu iz reda muslimanskog naroda na pohađanje srednjih škola i fakulteta, a sve s ciljem da se lakše uključe u gospodarstveni i kulturno-prosvjetni život Bosne i Hercegovine. Ali-aga se upisao u kategoriju vakifa, tj. onih koji su izdvajali najveću sumu novca za rad društva, dok su se svi njegovi sinovi upisali kao utemeljitelji Gajreta na prostoru Brčkog. Također, Ali-aga Kučukalić bio je jedan od osnivača Islahijjeta u Brčkom.

## Zanimljivosti
Nekrolog povodom njegove smrti napisao je poznati bosanskohercegovački književnik Edhem Mulabdić koji je u Brčkom službovao kao učitelj 1890. godine, odmah nakon završetka Učiteljske škole u Sarajevu. Za kratkog boravka u Brčkom Mulabdić je upoznao Ali-agu Kučukalića, koji je u to vrijeme dosezao vrhunac ekonomske i trgovačke moći.
Ali-aga Kučukalić iako iznimno bogat čovjek, zadržao je svojstvo skromnosti i dobrohotnosti. Tako je jednom dobio depešu s Bečkog dvora kojom se obavještava da će stići jedan od najviših carskih službenika da ga posjeti.
Tog dana je izašao Ali-aga na željezničku postaju da dočeka najavljenog gosta. Polako je šetao peronima i čekao vlak. Iz vlaka je izašao austrijski gospodin s kuferom. Prišao mu je Ali-aga, ali mu se gospodin prvi obratio s pitanjem: "Vi hoće meni biro grof Ali-aga pokazati. Ja bogato platiti". Ali-aga mu odgovori: "Ja hoće". Stranac se poče okretati oko sebe tražeći nekoga, pa reče: "Ja tražim nosač".  Ali-aga opet odgovori: "Ja kofer nositi". "Hvala, ja platiti", reče stranac. Usput su šutjeli, pa austrijski činovnik reče: "Ja mogu slabo bosanska govoriti. Ja stid pred gospodin grof Ali-aga slabo govoriti".  Kad su stigli pred vrata Ali-aginih velikih poslovnih prostorija, Ali-aga spusti kufer i reče: "Ovdje". Stranac izvadi vrećicu i bogato nagradi Ali-agu i uljudno se zahvali. Ali-aga izvadi ključeve iz džepa, otvori vrata i na besprijekornom njemačkom jeziku reče: "Izvolite ući". Stranac je bio zapanjen. Ali-aga reče: "Dobro došli, ja sam Ali-aga".
Stranac se postidi i zbuni u isto vrijeme: "Pa niste mi rekli da ste vi Ali-aga", na što Ali-aga odgovori: "Pa vi ste mi rekli da tražite ured Ali-age i ja sam vas doveo. Tražili ste nosača i ja sam ponio vaše stvari. I vi ste pristojno platili. Vi ste došli kod mene u poslovnu posjetu, zar ne?"

## Vanjske poveznice
- Uloga vakufa u razvoju Brčkog s posebnim osvrtom na vakuf Alijage Kučukalića  Arhivirana inačica izvorne stranice od 27. rujna 2020. (Wayback Machine) BZK Preporod Brčko
- Iz prošlosti Brčkog: Ali-aga Kučukalić, Džemat Gornji Rahić